# 천국의 아이들 (2002년 드라마)
《천국의 아이들》은 2002년 9월 9일부터 2002년 10월 15일까지 방송했던 KBS 2TV 월화 드라마였는데 방영 전부터의 캐스팅 문제도 있었지만 여러 차례의 난투극 장면을 내보낸 점, 억지스러운 상황 전개 등으로 한자릿수 시청률에 머물러 기대 이하의 성적에 그쳤다.

## 등장 인물
- 김동완: 기호태 역
- 양미라: 구미향 역
- 이민우: 서양길 역
- 박한이: 강지은 역
- 조영관: 강용진 역
- 송채환: 정재희 역
- 나문희: 안성댁 역
- 김용건: 구치복 역
- 최란: 조영숙 역
- 양금석: 재희 친구 역
- 이한수
- 김민서
- 김미주

## OST 수록곡
| 번호 | 제목                   | 가수   |
| ---- | ---------------------- | ------ |
| 1    | 파라다이스             | 양승원 |
| 2    | 이별 없는 사랑         | 백진   |
| 3    | I Miss You             | 허윤우 |
| 4    | 소중한 널 위해         | 박상민 |
| 5    | 빛                     | 허윤우 |
| 6    | 늦은 후회              | 허윤우 |
| 7    | 위안                   | 허윤우 |
| 8    | 파라다이스(연주곡)     |        |
| 9    | 이별 없는 사랑(연주곡) |        |
| 10   | I Miss You(연주곡)     |        |

## 참고 사항
- 당초 김규리가 구미항 역으로 낙점됐으나[4] 제작진과의 마찰로 중도 하차해 양미라가 대타로 들어갔는데 김규리와 《천국의 아이들》 전작 《러빙유》 담당 PD 이건준은 KBS 2TV 월화 드라마 《봄날은 간다》에서 연기자(김규리)-조연출자(이건준)로 호흡을 맞췄으며 《천국의 아이들》 담당 PD 김용규가 2003년 9월 KBS에 사표를 제출한 후 외주 제작사 JS픽쳐스로 옮긴 후 처음 연출을 맡은 KBS 2TV 월화 드라마 《그녀는 짱》 조연이었던 이대근은 이건준 PD와 함께 《봄날은 간다》에서 연기자(이대근)-조연출자(이건준)로 호흡을 맞춘 바 있었는데 공교롭게도 본 프로그램은 《러빙유》(신체), 《천국의 아이들》(신체), 《그녀는 짱》(신체) 등이 그랬던 것처럼 언어 폭력 문제로 비난을 샀다.